# سپنتا

## واژه‌شناسی
سپنتا به معنیِ افزایندگی و نیز مقدس می‌باشد و در برابرِ اَنگِرِه به معنای کاهندگی (تبهکاری) است. انگره که برابرِ آن، اهریمن تعریف شده بنا به اشتباه در مقابلِ اهورامزدا گذاشته شده‌است.
سپنتا در مزدیسنا چهارمین صفت ایزدی ای است که هر انسان باید آن را به دست آورد. سپنتا عشق و محبت است که به آن سپنتا آرمیتی نیز می‌گویند این صفت را پارسایی و فروتنیِ پاک نیز معنا کرده‌اند.
بر اساسِ این صفت، انسان باید نسبت به همه عالم عشق بورزد چرا که عشق، کلیدِ یافتنِ سعادت جاودانی است. به بیان دیگر عشق و فروتنی به همنوع و اهورا مزدا عاملِ مؤثر در رستگاری انسان است.